# Calleulype
Calleulype là một chi bướm đêm thuộc họ Geometridae.